# Ibogamina
La ibogamina es un alcaloide que se encuentra en Tabernanthe iboga.
La investigación básica relacionada con cómo la adicción afecta el cerebro ha utilizado esta sustancia química.
La ibogamina redujo la autoadministración de cocaína y la morfina en ratas, siendo más consistente que otros alcaloides iboga, incluso la ibogaína.